# Museu do Holocausto do Porto
Das Museu do Holocausto do Porto (deutsch Holocaust-Museum Porto) ist ein Holocaust-Museum, das im Jahr 2021 gegründet wurde.
Das Holocaust-Museum in Porto wurde 2021 von der Jüdischen Gemeinde Porto (CIP/CJP) in Zusammenarbeit mit B’nai B’rith International und Holocaust-Museen in Moskau, Hongkong, den USA und Europa gegründet. Es richtet sich vor allem an ein junges Publikum und setzt auf Bildungsarbeit, Lehrerausbildung, Ausstellungen und Forschung. Die Ausstellungen umfassen Nachbildungen der Betten des Vernichtungslagers Auschwitz, einen Raum der Namen, ein Kino, Studienzentren und Räume mit historischen Dokumentationen. Thematisiert werden u. a. das Leben vor dem Holocaust, der Nationalsozialismus, Ghettos, Konzentrationslager, die Befreiung, die Gründung Israels und die „Gerechten unter den Völkern“.

## Bildungsziel
Laut der offiziellen Webseite der Jüdischen Gemeinde von Porto ist das Holocaust-Museum Teil einer Strategie zur Bekämpfung des Antisemitismus, die bereits das Jüdische Museum von Oporto, Schulbesuche in der Synagoge, Kurse für Lehrer, historische Filme und Wohltätigkeitsmissionen in Partnerschaft mit der Diözese von Porto umfasst.

## Zeitzeugen
Das Museum zeigt auch das bewegende Zeugnis von Chaja Lassmann, einer Überlebenden der Experimente von Josef Mengele. Sie ist die Mutter eines Mitglieds der jüdischen Gemeinde Portos und berichtet über die traumatischen Erfahrungen in Auschwitz.
Das Museum wird von Mitgliedern der jüdischen Gemeinde von Oporto betrieben. Luísa Finkelstein erinnert sich an die Mitglieder ihrer Familie „die von Erschießungskommandos erschossen wurden, nachdem sie gezwungen wurden, ein Massengrab zu schaufeln“. Deborah Walfrid berichtet, dass ihre Großeltern „in Polen exekutiert wurden, nachdem ihnen die Haare abrasiert, Zahlen auf ihre Arme tätowiert und sie als Zwangsarbeiter eingesetzt wurden“. Eta Rabinowicz Pressman erzählt, wie zwei Generationen ihrer Familie, die in Osteuropa eingesperrt waren, starben: „In einem Fall wollte der Portier des Gebäudes die Kinder retten, aber sie weigerten sich und sagten, sie wollten mit ihren Eltern gehen. Auch sie starben. Der einzige überlebende Bruder wurde von den Sowjets in einem Gulag in Sibirien inhaftiert.“ Weitere Mitglieder der jüdischen Gemeinde hier in Oporto haben Geschichten über Verwandte, die es geschafft haben, aus Treblinka zu entkommen, oder die gezwungen wurden, im Propagandacamp Theresienstadt Geige zu spielen, und sogar über deutsche Patrioten, die beschuldigt wurden, unerwünschte Ausländer zu sein, und ermordet wurden.

## Kritik
TimeOut klassifizierte das Holocaust-Museum als das beste Museum in der Stadt Porto, und im ersten Monat besuchten etwa 10.000 Menschen das Museum.
Die Journalistin Miriam Assor schrieb in einem US-amerikanischen Artikel, dass das Museum ein starkes Signal gegen das Vergessen und den Antisemitismus setze. Es arbeitet eng mit internationalen Institutionen wie Yad Vashem zusammen, um Bewusstsein zu schaffen und Vorurteile zu bekämpfen.
Jonathan Greenblatt, Nationaldirektor der Anti-Defamation League (ADL), erklärte: „Das neue jüdische Museum wird den Respekt und die Bewunderung für das jüdische Volk stärken. Das Holocaust-Museum vermittelt wichtige Lehren: Man darf angesichts von Bösem nicht schweigen. Je mehr Menschen über das jüdische Volk wissen, desto weniger sind sie anfällig für hasserfüllte Verschwörungstheorien und schädliche Stereotype.“

## Zusammenarbeit mit B’nai B’rith
Im Juni 2021 organisierte B’nai B’rith Oporto im Holocaust-Museum ein Event für junge Juden verschiedener Nationalitäten unter dem Motto „Die neuen Herausforderungen“ für die moderne Welt, Israel, Portugal, Organisationen gegen Antisemitismus, die Bewahrung der Holocaust-Erinnerung und den Erhalt der jüdischen Identität.
Die Hauptsorgen der Teilnehmer waren der zunehmende Antisemitismus in Europa, die mediale Behandlung Israels und die Möglichkeit eines neuen Holocausts. Der israelische Botschafter Raphael Gamzou betonte, ein neuer Holocaust sei unmöglich, solange Israel existiere. Botschafter Luís Barreiros hob die Bedeutung der IHRA-Definition von Antisemitismus hervor.
In einer Videobotschaft sprach der portugiesische Minister Pedro Siza Vieira über den Beitrag portugiesischer Juden zur Wissenschaft, Kultur und Wirtschaft.